# پل هون
پل هون (انگلیسی: Paul Hoen؛ زادهٔ ۲۸ دسامبر ۱۹۸۱) کارگردان فیلم، و تهیه‌کننده فیلم اهل ایالات متحده آمریکا است.
از فیلم‌ها یا برنامه‌های تلویزیونی که وی در آن نقش داشته‌است می‌توان به سابرینا جادوگر نوجوان و کمپ راک ۲: پایان جم اشاره کرد.
وی همچنین برندهٔ جوایزی همچون جایزه انجمن کارگردانان آمریکا شده‌است.